# Barnisław, Tỉnh West Pomeranian
Barnisław [barˈniswaf] (tiếng Đức: Barnimslow) là một ngôi làng thuộc khu hành chính của Gmina Kołbaskowo, thuộc Hạt cảnh sát, West Pomeranian Voivodeship, ở phía tây bắc Ba Lan, gần biên giới Đức. Nó nằm khoảng 25 kilômét (16 mi) phía tây nam của Cảnh sát và 19 km (12 mi) về phía tây của thủ đô khu vực Szczecin.
Trước năm 1945, khu vực này là một phần của Đức.